# 正子公也
正子 公也（まさご きみや、1960年 - ）は、絵巻作家。岡山県玉野市出身。
玉野市立宇野小学校、 玉野市立宇野中学校、岡山県立玉野高等学校、中央大学理工学部物理学科卒業。
寺沢プロダクション（寺沢武一）から1989年に独立。
1990年に「ルオーの道化師」連載（コミック誌「A-ha」）でデビュー。

## 略歴
- 1994年 第一画集『龍闘野』（トレヴィル）発表。
- 1997年 第二画集『絵巻三國志』（光栄）発表。
- 1999年 第三画集『絵巻水滸伝　梁山豪傑壱百零八』（グラフィック社）発表。
- 2001年 CD-ROM『SUIKODEN-The Chinese Traditional Story』(XSIV：米国) 発表。
- 2005年公開映画『無極ーTHE PROMISE』（監督：陳凱歌）で衣装デザインを担当。
- 2005年 映画『どろろ』（監督塩田明彦）（2007年公開）でヴィジュアルコンセプトデザインを担当。
- 2006年 第四画集『百花三国志』発表。愛蔵復刻版『絵巻水滸伝 梁山豪傑壱百零八』を同時刊行（魁星出版）。『絵巻水滸伝』全10巻(森下翠との共著）を魁星出版より刊行開始。